# Menneskedyret (film fra 1995)
 For alternative betydninger, se Menneskedyret. (Se også artikler, som begynder med Menneskedyret)
Menneskedyret (eng. titel: The Beast Within) er en dansk film fra 1995, skrevet og instrueret af Carsten Rudolf. Filmen modtog både en Robert og en Bodil for bedste film.

## Medvirkende
- Cyron Bjørn Melville
- Michelle Bjørn-Andersen
- Jens Okking
- Søren Pilmark
- Morten Suurballe
- Benedikte Hansen
- Jesper Lohmann